# Carolyn Bourdeaux
Pour les articles homonymes, voir  Bourdeaux.
Carolyn Bourdeaux, née le 3 juin 1970 à Roanoke (Virginie), est une professeure et une femme politique américaine. Après avoir perdu face à Rob Woodall lors des élections de 2018, elle remporte finalement le siège à la Chambre des représentants des États-Unis lors des élections de 2020 pour le 7e district congressionnel de Géorgie.

## Jeunesse
Née en Virginie d'un couple de professeurs des écoles, elle intègre l'université Yale grâce à une bourse d'études et un emprunt fédéral. Après Yale, elle obtient un master en administration publique de l'Université de Californie du Sud puis un Ph.D à l'Université de Syracuse. Au début de sa carrière, elle travaille pour le sénateur de l'Oregon, Ron Wyden.

## Carrière politique

### Élections de la Chambre des représentants de 2018
En 2018, Carolyn Bourdeaux se présente aux élections de mi-mandat en 2018 dans le 7e district congressionnel de Géorgie. Face aux six candidats, elle arrive première à la primaire de mai et participe aux second tour des élections. Après avoir remporté le second tour, elle est nommée comme représentante pour le parti démocrate. Elle reçoit le soutien de EMILY's List, End Citizens United (en) ainsi que par Barack Obama.
Le soir de l'élection du 15 novembre 2018, les deux opposants sont au coude à coude et les résultats restent incertains. Le 20, elle est déclarée perdante de l'élection pour 433 voix d'écart face à Rob Woodall,. C'est les résultats les plus serrés de toutes les élections du pays.

### Élections de la Chambre des représentants de 2020
En 2019, Rob Woodall annonce prendre sa retraite et ne pas se représenter aux élections de 2020. Le même jour, elle choisit de se représenter aux élections. Elle est soutenue dans sa démarche par plusieurs personnalités politiques de Géorgie dont John Lewis.
Lors de l'élection du 3 novembre, elle remporte le siège de la Chambre avec 51,2 % des voix contre le Républicain Rich McCormick.